# Академия за изкуство и дизайн Веселеил
Академията за изкуство и дизайн „Веселеил“ е националното висше училище за изкуство и дизайн на Израел.
Разположена е на хълма Скопий в Йерусалим. Наименувана е на библейската фигура Веселеѝл (Bezalel) – изкусен резбар по метал, камък и дърво, както и майстор по слепване на фигури и обработка на скъпоценни камъни.
Училището е основано от художника Борис Шатц през 1906 година. Известно е с Веселеилска художествена школа, развита от неговите учени. В академията днес учат около 2100 студенти.